# Herman Johannes Lam
Pour les articles homonymes, voir Lam.
Herman Johannes Lam est un botaniste néerlandais, né le 3 janvier 1892 à Veendam et mort le 15 février 1977 à Leyde.

## Biographie
Il est le fils d’Anske Lam et de Margien née Winter. Il obtient son doctorat à l’université d’Utrecht. Il se marie avec Moorrees le 22 avril 1922, union dont il aura deux filles. Il travaille au jardin botanique de Buitenzorg de 1919 à 1933, puis dirige le Muséum national de botanique (Rijskherbarium) de 1933 à 1962. Il enseigne également la botanique à l’université de Leyde de 1933 à 1962 et est recteur de l’université en 1958-1959. Il fait paraître des publications sur la taxinomie, la biogéographie et la phylogénie des végétaux supérieurs.